# Bankivahuhn

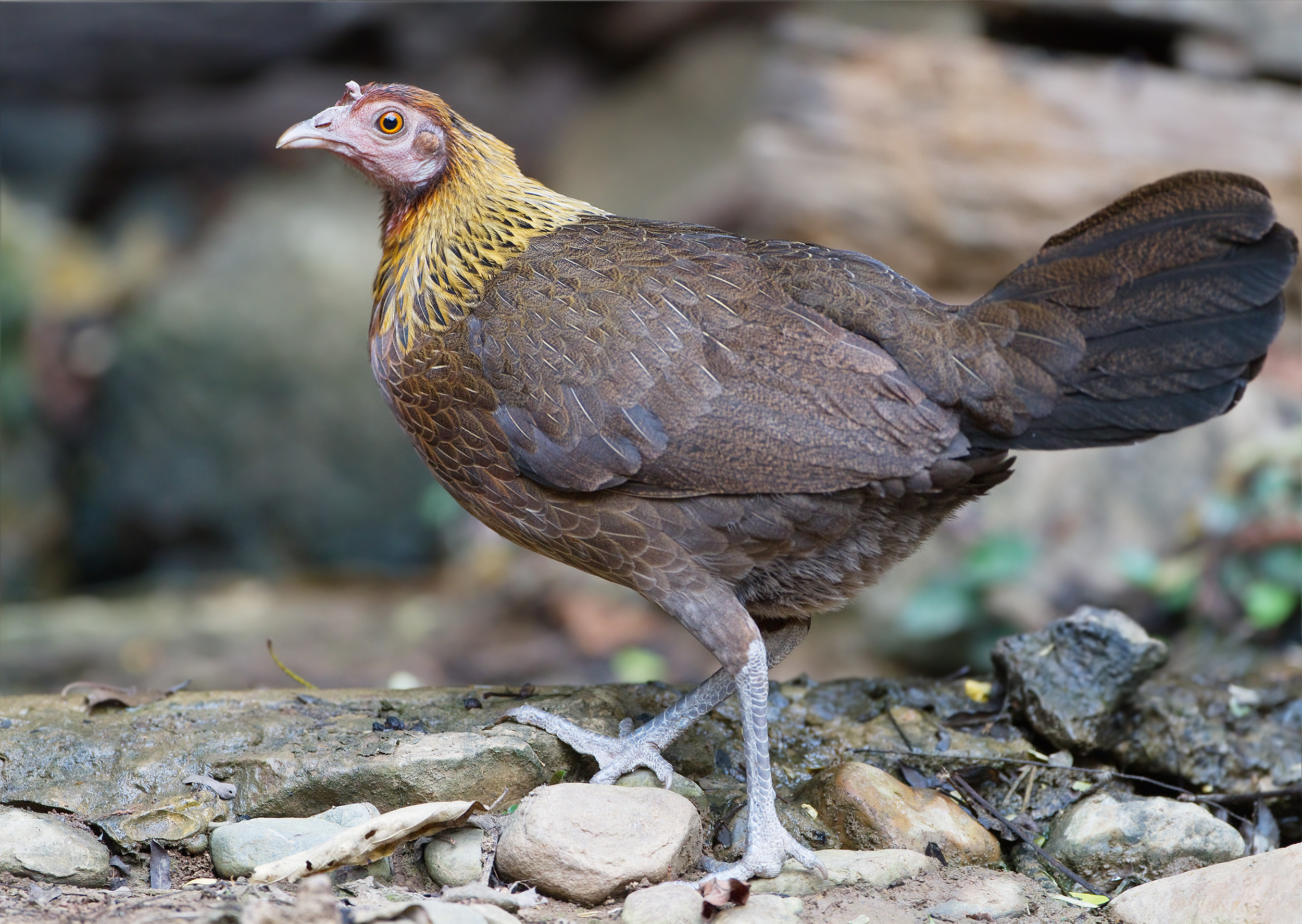
Henne des Bankivahuhns

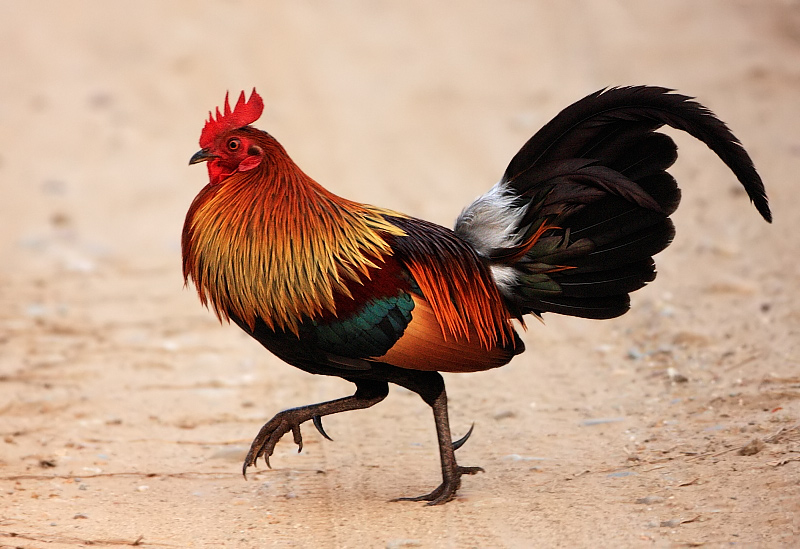
Hahn der in Indien verbreiteten Unterart G. g. murghi

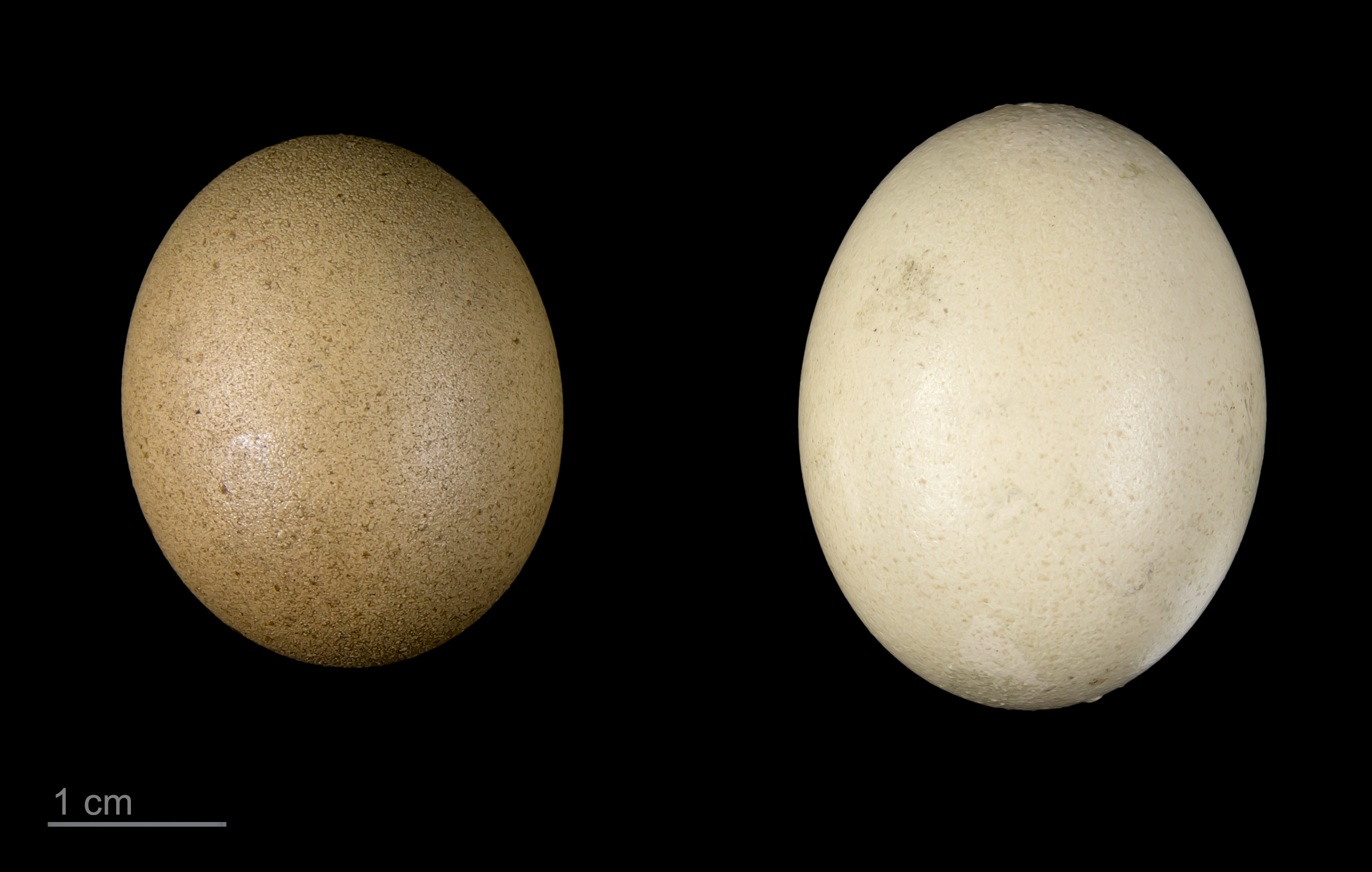
Gallus gallus

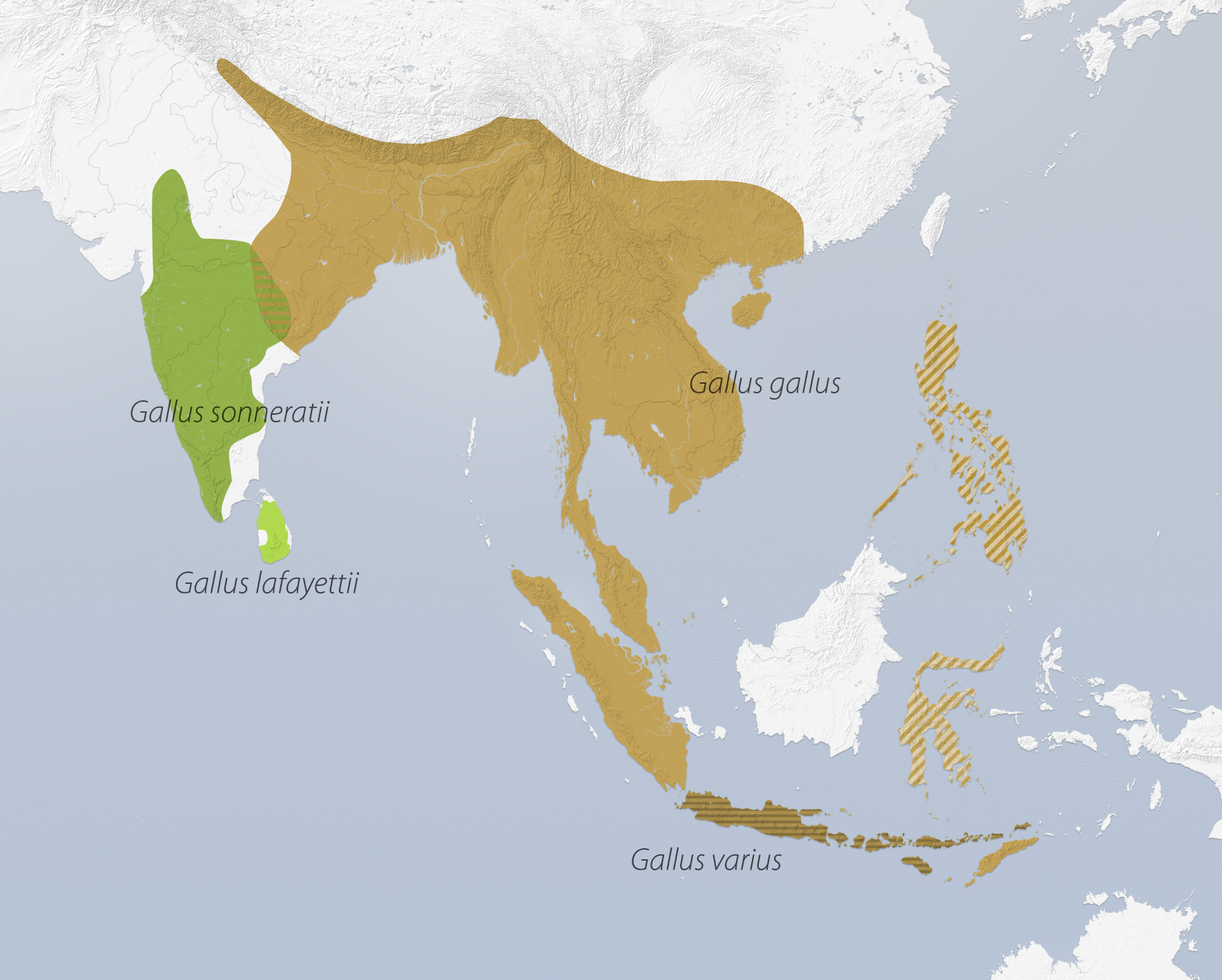
Verbreitung des Bankivahuhns (hellbraun) und der anderen Kammhuhn-Arten. Die vermutlich eingeführten Populationen auf den Philippinen und auf Sulawesi sind schräg gestreift. Das Verbreitungsgebiet der Art überschneidet sich in Indien mit der des Sonnerathuhns (grün) und umfasst auch die des Gabelschwanzhuhns (dunkler braun gestreift)

Das Bankivahuhn (Gallus gallus) ist eine Hühnervogelart aus der Familie der Fasanenartigen (Phasianidae). Es ist die wildlebende Stammform des Haushuhns. Das Bankivahuhn ist in Süd- und Südostasien beheimatet. Die Verbreitung reicht über große Teile Indiens nach Südchina und bis über den Malaiischen Archipel. In verschiedenen anderen Regionen der Welt wurde die Art eingeführt. So beispielsweise auf den Philippinen und vielen Pazifikinseln.
Der Name „Bankivahuhn“ rührt von den javanischen Bezeichnungen Ayam Bankiva, Bengkiwo oder Bekikko für diese Art her.

## Beschreibung
Der Hahn des Bankivahuhns ist von den vier Kammhuhn-Arten der mit dem farbenprächtigsten Gefieder. Hennen sind hingegen unauffällig braun gefärbt. Bei beiden Geschlechtern ist die Partie um das Auge unbefiedert. Hähne haben zudem einen hochstehenden, gezackten Kamm, Kehllappen und – je nach Unterart weiße oder rote – Ohrlappen. Die Halsfedern sind zur Brutzeit als langer „Halsbehang“ ausgeprägt. Die Steuerfedern sind stark verlängert und bogenförmig herabgebogen. Der Schwanz ist insgesamt seitlich zusammengepresst. Bei Männchen ist hinten am Lauf ein etwa 2,5 cm, manchmal bis zu 5 cm langer Sporn ausgebildet, der bei Weibchen meist fehlt, in selteneren Fällen aber vorhanden sein kann. Zwischen Juni und September trägt der Hahn ein schlichtes Ruhekleid. Die Federn des goldenen Halsbehangs und des Kopfes sind gegen kurze schwarze ersetzt und die langen Steuerfedern werden abgeworfen. Auch der Kamm ist dann weniger ausgeprägt und matter gefärbt.
Die Körperlänge adulter Hähne liegt zwischen 65 und 78 cm. Je nach Unterart entfallen dabei zwischen 16,7 und 38 cm auf den langen Schwanz. Bei der Nominatform liegt die Schwanzlänge etwa bei 27 cm. Die Flügellänge beträgt zwischen 203 und 250 mm, das Gewicht liegt zwischen 672 und 1450 g. Hennen werden zwischen 41 und 46 cm lang mit einem 14,5 bis 16,5 cm langen Schwanz und einer Flügellänge von 177 bis 200 mm. Sie werden zwischen 485 und 1050 g schwer.
Beim Hahn der Nominatform ist im Brutkleid der Schnabel braun mit gelblich hornfarbener Spitze. Die Iris ist orange bis rot. Der Kamm ist besonders groß und gezackt. Er ist wie die nackte Partie um das Auge und die Kehllappen scharlachrot. Die Ohrlappen sind bei dieser Unterart milchweiß. Die Federn des Oberkopfs sind feuerrot. Sie gehen farblich in die des langen Halsbehangs über, die länglich zugespitzt und fransig gesäumt sind. Die größeren sind eher goldorange mit braunen Schaftstreifen. Die komplette Unterseite ist schwarz. Der obere Rücken – meist vom Halsbehang bedeckt, die großen und mittleren Armdecken und die inneren Armschwingen sind schillernd blaugrün. Mittlerer Rücken und kleine Armdecken sind satt dunkelrot. Die Armschwingen sind bis auf die inneren rötlich, Handschwingen und Handdecken schwärzlich braun. Das Kastanienrot des unteren Rücken geht in das feurige Orangerot der lanzettförmigen Bürzelfedern über. Die Oberschwanzdecken und Steuerfedern sind metallisch schwarzgrün mit daunig weiß befiederter Basis. Das Weiß der Federbasen ist oft am unteren Bürzel als auffälliges Feld sichtbar. Beine und Füße sind blaugrau bis bräunlich.
Bei Hennen sind Augenpartie und Kehle unbefiedert und matt rot; der bläulichweiße Ohrlappen ist eher klein, der Kamm nur eine wulstige Erhebung. Der Schnabel ist hornbraun, die Iris orange. Das Gefieder von Oberkopf und Nacken ist rötlich gefärbt, die Halsfedern sind verlängert und dunkelbraun mit breiten, gelben Säumen. Die Oberseite ist braun mit schwarzer Wellenzeichnung und hellen Schäften. Die rötlichbraune Färbung der Brust geht zum Bauch hin in einen gelblicheren Ton über. Die Unterschwanzdecken sind dunkelbraun. Die Schwingen sind dunkelbraun mit rötlichen Säumen, die Steuerfedern ebenfalls dunkelbraun und – abgesehen vom äußeren Paar – mit einer rötlichbraunen Fleckung versehen. Beine und Füße sind wie beim Hahn blaugrau bis bräunlich.
Vögel im Jugendkleid ähneln Hennen, sind aber vor allem an der Unterseite dunkler. Junge Männchen zeigen früh Anzeichen des goldenen Halsbehangs und haben schwärzliche Steuerfedern. Hähne im ersten Jahr haben einen kürzeren Halsbehang und kürzere Steuerfedern als mehrjährige Männchen. Sie sind außerdem matter gefärbt und tragen einen kürzeren Sporn.
Dunenjungen sind oberseits überwiegend bräunlich isabellfarben, auf Kehle, Ohrdecken und Unterseite weißlicher. Über Scheitel und Rücken verläuft ein dunkel kastanienbraunes Mittelband, von den hinteren Augenwinkeln zu den Halsseiten ein weiteres sowie je ein helles und ein dunkles, breites Seitenband über den Rücken. Die Flügel sind rötlich braun.

## Stimme
Der typische Revierruf des Hahnes ähnelt dem Krähen von Haushähnen, ist aber meist etwas schriller und endet recht unvermittelt. Er wird mit einem lauten Flügelklatschen eingeleitet und oft umgehend von benachbarten Hähnen beantwortet. Meist ist er in den frühen Morgenstunden und am Abend zu vernehmen. Das übrige Rufrepertoire besteht aus etwa 30 verschiedenen Gackerlauten, die denen des Haushuhns stark ähneln, darunter diverse Alarm-, Erregungs- und Stimmfühlungslaute.

## Verbreitung und geografische Variation
Die natürliche Verbreitung reicht von Kaschmir entlang des Himalayas ostwärts bis ins südliche China (Yunnan, Guangxi und Hainan) sowie über den Osten des Indischen Subkontinents und den Malaiischen Archipel südwärts bis zur Wallace-Linie. Auf Sulawesi, den Philippinen und einigen Kleinen Sundainseln wurde die Art eingeführt. Freilebende Populationen gibt es auch in Mikronesien, Melanesien und Polynesien, auf Réunion und den Grenadinen sowie vermutlich auch in Neuseeland und Südafrika.
Es werden allgemein fünf Unterarten anerkannt. Eine weitere G. g. gallina aus dem indischen Bundesstaat Himachal Pradesh wird meist zu G. g murghi gestellt. Auch für eingeführte Populationen wurden Unterarten beschrieben (philippensis und micronesiae). Sie werden jedoch meist zur Nominatform gerechnet. Manche Autoren bezweifeln hingegen, dass die Art auf den Philippinen eingeführt wurde und sehen die entsprechende Unterart als valide an.
Die geografische Variation verläuft weitgehend klinal und wird vor allem an der Größe von Kamm- und Kehllappen sowie der Färbung und Ausprägung des Halsbehangs bei den Hähnen offensichtlich. Ähnlich ist diese aber auch bei den Halsfedern der Hennen vorhanden. Zwischen den Arealen von vier Unterarten gibt es Überschneidungszonen.
| Unterart                               | Erstbeschreibung         | Merkmale und Verbreitung |
| -------------------------------------- | ------------------------ | --- |
| G. g. murghi (Indisches Bankivahuhn)   | Robinson & Kloss, 1920   | Beschreibung: ähnelt G. g. spadiceus, Halsbehang jedoch gelblicher und an den größeren Federn mit schwarzen Schaftstrichen; Bürzelfedern heller orange; Ohrlappen weiß und sehr viel kleiner; Henne heller als bei anderen Unterarten Verbreitung: Kaschmir und nördliches sowie nordöstliches Indien und angrenzende Gebiete in Nepal, Bhutan und Bangladesch |
| G. g. spadiceus (Burma-Bankivahuhn)    | (Bonnaterre, 1792)       | Beschreibung: kürzerer Halsbehang als bei der Nominatform, kleine und rote Ohrlappen Verbreitung: äußerster Norden Indiens (Osten von Arunachal Pradesh und Assam), Myanmar, südwestliches Yunnan, Thailand (außer östliche Landesteile), Malaiische Halbinsel und nördliches Sumatra                                                                          |
| G. g. jabouillei (Tonkin-Bankivahuhn)  | Delacour & Kinnear, 1928 | Beschreibung: insgesamt dunkler und rötlicher als die Nominatform; Federn des Halsbehangs kürzer und weniger spitz sowie weniger goldgelb; Kamm, Kehl- und Ohrlappen kürzer und rot; Hennen dunkler als bei allen anderen Formen Verbreitung: südöstliches Yunnan, Guangxi und Hainan, nördliches Laos und Norden Vietnams                                     |
| G. g. gallus (Cochinchina-Bankivahuhn) | (Linnaeus, 1758)         | Beschreibung: Nominatform (zu Details siehe Abschnitt „Beschreibung“), langer goldoranger bis lebhaft roter Halsbehang, lange und weiße Ohrlappen Verbreitung: vom östlichen Thailand durch Kambodscha und über die Mitte und den Süden von Laos bis ins mittlere und südliche Vietnam                                                                         |
| G. g. bankiva (Java-Bankivahuhn)       | Temminck, 1813           | Beschreibung: ähnelt G. g. spadiceus, mit noch kürzeren und gerundeten Federn im goldgelben Halsbehang Verbreitung: südliches Sumatra, Java und Bali |

## Lebensraum

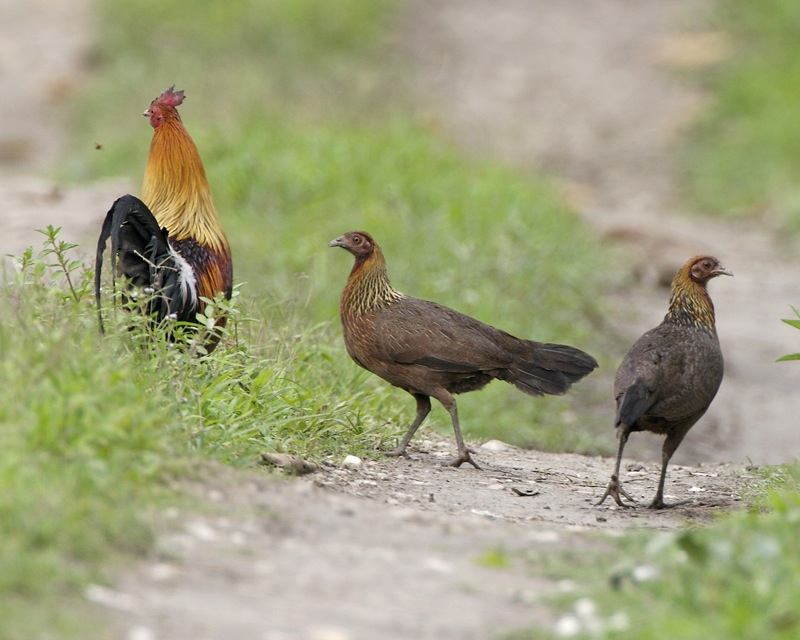
Bankivahühner verlassen zur Nahrungssuche am frühen Morgen und späten Nachmittag oft die Deckung und können dann auf Wegen und Schneisen beobachtet werden.

Das Bankivahuhn besiedelt ein breites Spektrum an subtropischen und tropischen Lebensräumen einschließlich Mangrovenwäldern. Insgesamt lässt sich eine Präferenz für halboffene, abwechslungsreiche Landschaften wie Waldrandbereiche oder Sekundärvegetation feststellen. Die Art kommt aber auch in geschlossenen Waldgebieten vor und erreicht dort lokal hohe Dichten. So ist die Siedlungsdichte in Arunachal Pradesh in naturbelassenen Wäldern deutlich höher und in Altholzbeständen auf Palawan doppelt so hoch wie in Forsten oder in Sekundärbewuchs. Lokal ist die Art zur Nahrungssuche aber auch in der Kulturlandschaft anzutreffen. Vielerorts wird flaches oder leicht hügeliges Gelände bevorzugt, jedoch reicht die Höhenverbreitung bis auf 2000 m oder sogar 2400 m in Nordostindien.
Wo die Art zusammen mit anderen Kammhühnern vorkommt, sind die unterschiedlichen Ansprüche oft deutlich abgegrenzt. So besiedelt das Gabelschwanzhuhn eher Offenlandbereiche. In Indien bewohnt das Sonnerathuhn bevorzugt trockenere Teakwälder, während das Bankivahuhn in den feuchteren Salbaumwäldern lebt und dort vor allem in eingestreuten Bambus- und Buschdickichten zu finden ist. Das Vorkommen des Bankivahuhns deckt sich hier auffällig mit den ursprünglichen Verbreitungsgebieten von Salbaum und Barasinghas.
Vor allem in Südostasien kann das Bankivahuhn eng mit dem Wanderfeldbau assoziiert sein. Brach liegengelassene, ältere Äcker bieten mit ihrem zunächst noch niedrigen Aufwuchs, übrig gebliebenen Kulturpflanzen wie Reis oder Maniok und beerentragenden Sträuchern günstige Nahrungsbedingungen. Häufig werden zur Trockenzeit auch Teile der Bambusbestände abgebrannt, um Schneisen oder Weideflächen zu schaffen. Obwohl die Hühner vorwiegend in Bambusbeständen leben, kann eine solche Form der Auflockerung jedoch auch für günstige Lebens- und Nahrungsbedingungen sorgen. Vermutlich wurde die Ausbreitung der Art durch die einfache, extensive Landwirtschaft, ebenso wie die Domestikation durch diese Form der Kulturfolge, stark begünstigt.

## Wanderungen
Die Art ist fast überall Standvogel, da es in den meisten Teilen des Verbreitungsgebiets keine extremen Klimabedingungen gibt. Wanderungen finden höchstens lokal statt. So räumen in manchen Gegenden die Vögel im Winter ihre Lebensräume in höheren Lagen und suchen Täler oder Ebenen auf. Aus dem westlichen Thailand wurde berichtet, dass Bankivahühner zur Regenzeit aus den Bergen in 8 bis 32 km entfernte Regenwälder abwanderten und dort von April bis November verblieben. Aus dem Norden Thailands gibt es Berichte von zahlreichen Bankivahühnern, die versuchten, bei Wanderbewegungen den Mekong zu überqueren.

## Ernährung
Das Bankivahuhn ernährt sich weitgehend opportunistisch und omnivor und ist daher relativ anspruchslos – ein Umstand unter anderen, der die Art für eine Domestikation prädestinierte. Je nach Jahreszeit können sich bestimmte Schwerpunkte im Nahrungsspektrum ergeben. Untersuchungen von Kropf- oder Mageninhalten ergaben, dass überwiegend Sämereien und Wirbellose gefressen werden.
Zu den als Nahrung festgestellten Pflanzensamen oder Früchten gehörten vorwiegend solche der Gattungen Trichosanthes, Rubus, Carissa, Ziziphus und Shorea oder solche von Wolfsmilchgewächsen (insbesondere Croton), Bambus oder Streblus asper. Zu den wenigen festgestellten Kulturpflanzen gehörten Reis und Maniokknollen. Diese werden oft auf brachliegenden Äckern gesammelt oder ausgegraben. Die Insektennahrung bestand aus Ameisen, Käfern und Termiten (bis zu 1000 in einem Kropf). Bisweilen werden auch kleine Eidechsen erbeutet. Schneckengehäuse werden gefressen, um die Kalkzufuhr – insbesondere bei Hennen vor der Brutzeit – zu gewährleisten.
Zur Nahrungssuche werden in den frühen Morgenstunden und spätnachmittags bis abends offene Bereiche an Waldrändern oder auf Lichtungen und Schneisen sowie – vor allem zur Trockenzeit täglich – Wasserstellen aufgesucht. Die Art tritt bei der Nahrungssuche meist in kleinen Gruppen auf, die oft aus einem Hahn und mehreren Hennen bestehen. Bisweilen vergesellschaftet sie sich auch mit anderen Hühnervögeln wie dem Prälatfasan. Um aufgescheuchte Insekten zu erbeuten, folgen die Vögel auch Weidetieren wie dem Gaur oder durchsuchen deren Dunghaufen. Einmal wurde ein Bankivahuhn dabei beobachtet, wie es Maden aus einer Wunde an den Hörnern einer Gaur-Kuh fraß.

## Fortpflanzung
Bankivahähne werden (zumindest nach Angaben aus Gefangenschaft) im Alter von fünf bis acht Monaten geschlechtsreif. Wie bei anderen Fasanenartigen kann sowohl Monogamie als auch Polygynie vorkommen. Im Verlauf der Brutsaison steigt die Anzahl der zu einem Hahn zugehörigen Hennen oft an oder variiert. In manchen Gebieten scheint aber auch Monogamie nicht selten zu sein.
Die Brutsaison fällt in Indien auf die Trockenzeit von März bis Mai, in manchen Landesteilen wurden aber auch im ganzen Zeitraum zwischen Januar und Oktober Gelege gefunden. In China erstreckt sie sich etwa von Februar bis Mai, in Bangladesch von März bis Juni. Auf der Malaiischen Halbinsel wurden Bruten von Dezember bis Juni und im August festgestellt.
Das Nest ist eine flache Mulde, die mit trockenem Gras, Palmwedeln oder Bambusblättern ausgekleidet wird. Es steht oft in Bambusdickichten oder dichtem Unterwuchs unter Büschen oder in Bambushorsten verborgen, seltener auch in Astgabeln. Das Gelege besteht aus meist fünf bis sechs, seltener vier bis zwölf weißen, gelblich beigen oder rötlich braunen Eiern, die etwa 45 bis 49 × 36 mm groß sind. Sie werden vom Weibchen zwischen 18 und 21 Tage lang bebrütet. Auch die Jungenaufzucht obliegt dem Weibchen. Die Jungen können bereits nach etwa einer Woche fliegen.

## Lebensweise
Das Bankivahuhn lebt in Herden zwischen 16 und 40 Tieren im Dschungel Südostasiens. Die Tiere kommunizieren durch 30 verschiedene Gackerlaute. Es herrscht eine Hackordnung, oftmals mit mehr als einem Hahn. Die Tiere sind tagaktiv und ziehen sich zur Nachtruhe auf Äste in ca. zwei Meter Höhe zurück. Sie sind eher Kurzstreckenflieger. Grundsätzlich halten die Vögel Abstand voneinander, allerdings helfen sie sich gegenseitig bei der Federpflege. Gerne nutzen sie auch Staub- oder Sandbäder in Sandkuhlen, um sich von Parasiten zu befreien.
Das Bankivahuhn nutzt mehr als den halben Tag für die Futtersuche. Durch schwungvolles Scharren nach allen Seiten durchsuchen sie den Boden nach Würmern, Insekten und Samen. Sie haben eine gute auditive Wahrnehmung und einen Sehbereich zwischen 4 cm und 50 m. Zusätzlich sind die Tiere mit einem sehr gut ausgebildeten Tastsinn in den Beinen ausgestattet.

## Ausbreitung als Haushuhn
Alle heutigen Haushuhnrassen stammen vom südostasiatischen Bankivahuhn ab, laut genetischen Untersuchungen bildet die Unterart G. g. spadiceus die Ausgangsform. Die ältesten eindeutigen Funde von Haushühnern stammen aus dem zentralen Thailand und datieren in die Mitte des zweiten vorchristlichen Jahrtausends. Sehr wahrscheinlich ist, dass die ersten domestizierten Bankivahühner über die Seidenstraße Richtung Westen gebracht wurden.
Über Griechenland und Italien breiteten sich die Hühner weiter aus. Nach Spanien wurden sie vermutlich von den Phöniziern eingeführt, eisenzeitliche Hühnerreste aus Spanien sind bekannt. Um 600 v. Chr. gelangte das Haushuhn schließlich über die Alpen. Die ersten Funde in Mitteleuropa stammen aus der frühen Eisenzeit (Hallstattkultur) von der Heuneburg bei Hundersingen. Aus dem 5./4. Jahrhundert v. Chr. stammen Funde in der Schweiz (Gelterkinden und Möhlin). Eine weite Verbreitung im europäischen Raum fand das Haushuhn jedoch erst seit den Römern, die Hühner im großen Stil als Eier- und Fleischlieferanten züchteten. Columellas Ratgeber über die Landwirtschaft enthält zahlreiche Hinweise zur Hühnerhaltung und erwähnt mehrere Rassen.
Ein Sonderfall ist das Araucana-Huhn der Mapuche in Chile, deren Ankunft bislang noch ungeklärt ist und auf einen präkolumbianischen Handelskontakt mit südostasiatischen Händlern hinweisen könnte.